# Michael Shayne (personaggio)
Michael Shayne è un investigatore privato creato nel 1939 da Brett Halliday, protagonista di 77 romanzi, 300 racconti, 12 film prodotti dalla 20th Century Fox e dalla Producers Releasing Corporation, una serie radiofonica, una serie televisiva della NBC e una pubblicazione a fumetti della Dell Comics.

## Storia
Il personaggio debuttò nel romanzo del 1939 Dividend on Death scritto da Davis Dresser, uno pseudonimo di Brett Halliday. Cinquanta romanzi vennero pubblicati a puntate, scritti da Halliday e da diversi ghost writer, mentre altri ventisette furono pubblicati direttamente in libro tascabile. Furono scritti anche 300 racconti (alcuni di questi, condensati e ampliati, furono trasformati in romanzi) e vennero realizzati sette film prodotti dalla 20th Century Fox con protagonista Lloyd Nolan, cinque film prodotti dalla Producers Releasing Company con Hugh Beaumont, una serie radiofonica (1944-1953) interpretata da Jeff Chandler e Wally Maher, una serie televisiva della NBC (1960-1961) con protagonista Richard Denning e una serie a fumetti dal titolo Mike Shayne - Private Eye, pubblicata dalla Dell Comics, che uscì soltanto per tre numeri.

## Caratteristiche
Shayne nei primi romanzi era inizialmente sposato con Phyllis Brighton, la quale però aveva limitate apparizioni, descritta spesso come uscita fuori dalla città, e le storie avevano caratteristiche da commedia. Dresser la fece uscire di scena quando vendette i diritti del personaggio nel 1940 per realizzare la serie di film. A partire dal romanzo Blood on the Black Market, l'aspetto brillante scompare e, con la morte della moglie di Shayne, le storie si fanno più drammatiche. Altri personaggi ricorrenti sono il giornalista Tim Rourke, il tenente di polizia Will Gentry e la segretaria di Shayne Lucy Hamilton.

## Cinema
Il debutto cinematografico di Michael Shayne avvenne nel 1940 col film Michael Shayne, investigatore privato, primo della serie di dodici. Fino al 1942 le pellicole furono prodotte dalla Fox, nel biennio 1946-47 dalla PRC. Oltre cinquanta anni più tardi, nel 2005, Shane Black diresse Kiss Kiss Bang Bang, con protagonisti Robert Downey Jr. e Val Kilmer, basato in parte sul romanzo Bodies Are Where You Find Them, ma dove Michael Shayne non figura come personaggio.

### Film prodotti dalla 20th Century Fox
- Michael Shayne, investigatore privato (Michael Shayne, Private Detective) (1940) – basato sul romanzo The Private Practice of Michael Shayne
- Michael Shayne va all'ovest (Sleepers West) (1941) – basato sul romanzo Sleepers East di Frederick Nebel
- Michael Shayne e l'enigma della maschera (Dressed to Kill) (1941) – basato sul romanzo The Dead Take No Bows di Richard Burke
- Michael Shayne e il mistero dei diamanti (Blue, White and Perfect) (1942) – basato sul romanzo Blue, White, and Perfect di Borden Chase
- The Man Who Wouldn't Die (1942) – basato sul romanzo No Coffin for the Corpse di Clayton Rawson
- Michael Shayne va a Broadway (Just Off Broadway) (1942) – sceneggiatura originale
- Michael Shayne e le false monete (Time to Kill) (1942) – basato sul romanzo The High Window di Raymond Chandler

### Film prodotti dalla Producers Releasing Corporation
- Murder Is My Business (1946)
- Larceny in Her Heart (1946)
- Blonde for a Day (1946)
- Three on a Ticket (1947)
- Too Many Winners (1947)

## Televisione
Tra il 1960 e il 1961, la NBC produsse una serie televisiva in 32 episodi, interpretata da Richard Denning nel ruolo principale.